# Syngrapha microgamma
A Syngrapha microgamma (németből fordított nevén: lápi aranybagoly) a rovarok (Insecta) osztályának a lepkék (Lepidoptera) rendjéhez, ezen belül a bagolylepkefélék (Noctuidae) családjához tartozó faj.

## Elterjedése
Észak-Amerikában Kanadában, New York államban, Mainben, és a Nagy-tavaknál fordul elő, Európában Skandináviától Közép-Európán át Kelet-Ázsiáig elterjedt. Kedveli a lápokat, mocsarakat, mocsári erdőket.

## Alfajok
- Syngrapha microgamma microgamma  (Skandinávia, Baltikum, Lengyelország, Oroszország észak-európai része, Közép-Ázsia (hegységek), Kamcsatka)
- Syngrapha microgamma nearctica Észak-Amerika (Labrador-félsziget, Quebec, Yukon, Michigan, Wisconsin, Alberta, Brit-Kolumbia, Colorado)

## Megjelenése
- lepke: 26–30 mm szárnyfesztávolságú. Az első szárnyai szürkés barnák egy "u" vagy "v" alakú ezüst bélyeggel és a szárnyak közepének alján két tarajú barna folttal, a hátsó szárnyai fényes sárgák barna szegéllyel.[2] A nőstények hátsó szárnyainál a barna szegély vastagabb és a fej szürkésbarna.
- hernyó: rozsdabarna egész testén végigfutó fehér oldalvonallal, apró kis fekete pontokkal minden szelvényben.[3]

## Életmódja
- nemzedék: egy nemzedékes faj, májustól júliusig rajzik. A lárva telel át.[2]
- hernyók tápnövénye: Ledum groenlandicum, törpe nyír (Betula nana), cinegefűz (Salix repens), hamvas áfonya (Vaccinium uliginosum), mocsári molyűző (Ledum palustre).

## Fordítás
- Ez a szócikk részben vagy egészben  a   Syngrapha microgamma című angol Wikipédia-szócikk fordításán alapul.  Az eredeti cikk szerkesztőit annak laptörténete sorolja fel. Ez a jelzés csupán a megfogalmazás eredetét és a szerzői jogokat jelzi, nem szolgál a cikkben szereplő információk forrásmegjelöléseként.